# Компаратор шероховатости

Эталон сравнения для оценки шероховатости поверхности в соответствии с ИСО 8503-1

Компаратор шероховатости (от англ. compare — сравнивать) — техническое средство, предназначенное для визуальной оценки профиля поверхности (шероховатости), очищенной абразивоструйным способом. Компараторы шероховатости изготавливаются из нержавеющей стали. Используются в судоходной, нефтедобывающей промышленностях, а также в промышленном строительстве.

## Применение
Несмотря на то, что компараторы выглядят по-разному, используются они более или менее одинаковым способом. Компаратор состоит из небольших сегментов, которые были струйно очищены с использованием различных типов абразивов. Таким образом, существует два типа компараторов: один - для пескоструйной очистки и второй - для очистки литой дробью. Компаратор размещается на поверхности стали, очищенной струйным способом. Профиль поверхности сравнивается поочередно со всеми сегментами компаратора.

## Виды компараторов
- компаратор Rugotest № 3 (распространены в странах ЕЭС)
- компараторы Clemtex и Keane-Tator (распространены в США, одобрены NACE)[2]
- компаратор ISO (распространены в странах ЕЭС)[3]

Из перечисленных выше компараторов наиболее распространенными являются компараторы ИСО, технические характеристики которых соответствуют стандарту ИСО 8503-1.

### Компаратор Rugotest № 3
Компаратор имеет прямоугольную форму, а образцы, очищенные струйным способом, группируются вертикально в соответствии с формой абразивов, которые использовались при очистке. Образцы слева, обозначенные буквой А, были очищены дробеструйным способом, а образцы справа, обозначенные буквой В, были очищены пескоструйным способом.

### Компаратор Keane-Tator
Компаратор имеет форму цветка с пятью лепестками и отверстием посередине, каждый лепесток имеет свой профиль поверхности. Очищенная поверхность сравнивается с эталонным диском через освещённое отверстие в середине с помощи лупы. Компараторы Keane-Tator предназначены для поверхностей очищенных абразивоструйным способом с помощью песка (S), дроби (SH) или шлака (G/S), погрешность + / — 50 микродюймов.

### Компаратор ISO 8503
Компараторы состоят из четырёх сегментов, очищенных абразивоструйным или дробеструйным способом. Обратная сторона компаратора помечена либо буквой S, либо буквой G, обозначающей использование компаратора либо на поверхности стали, очищенной дробеструйным способом, либо на поверхности стали, очищенной абразивоструйным способом.